# Анамас
Анамас — село в Ельцовском районе Алтайского края России. Входит в состав Пуштулимского сельсовета.

## История
Село появилось в 1886 году. В начале 1990-х опустело. Возрождается с 2010-х староверами, в том числе американцами

## География
Село находится в восточной части региона, на реке Анамас.
Уличная сеть
села состоит из двух географических объектов: Гвардейская ул. и Рыжакова ул.
Климат
Средняя температура января составляет −17 °C, июля — +18,4 °C. Годовое количество осадков составляет 496 мм.

## Население
| 1997 | 1998 | 1999 | 2000 | 2001 | 2002 | 2003 | 2004 | 2005 |
| ---- | ---- | ---- | ---- | ---- | ---- | ---- | ---- | ---- |
| 54   | ↘47  | ↘44  | ↘43  | →43  | ↘23  | ↘14  | ↘11  | ↘7   |
| 2006 | 2007 | 2008 | 2009 | 2010 | 2011 | 2012 | 2013 |      |
| →7   | ↘6   | →6   | →6   | ↘3   | ↗5   | →5   | ↗9   |      |

Национальный состав
Согласно результатам переписи 2002 года, в национальной структуре населения русские составляли 100 % от 16 чел.

## Инфраструктура
Социальные услуги жители получают в ближайших населённых пунктах.

## Транспорт
Село доступно автомобильным транспортом.
Проходит автодорога межмуниципального значения «Пуштулим — Верх-Неня — Кедровка» (идентификационный номер 01 ОП МЗ 01Н-1002).